# Eagle Mk1
Chronologie des modèles
Aucun Aucun
L’Eagle Mk1, parfois désignée Eagle T1G, est une Formule 1 conçue par Len Terry pour l’équipe Eagle de Dan Gurney. Apparue au début de la saison de Formule 1 de 1966, elle est souvent considérée comme l’une des plus belles voitures de Grand Prix ayant courue au plus haut niveau du sport automobile international. Initialement équipée d’un moteur 4 cylindres en ligne Coventry Climax de 2,7 litres, la voiture reçut un V12 Gurney-Weslake de 3,0 litres après ses quatre premières courses. Aux mains du patron de l’équipe Gurney, l’Eagle T1G remporta le Grand Prix de Belgique de 1967, faisant de Dan Gurney le deuxième pilote à l’époque et l’un des trois à ce jour, à remporter un Grand Prix de Formule 1 dans une de ses voitures. Cette victoire en Belgique reste à ce jour la seule victoire pour une voiture américaine ainsi que l’une des deux victoires d’un Américain sous licence constructeur en Formule 1,.

## Conception et développement
Pilote de course automobile très performant dans de nombreuses disciplines, Dan Gurney courait en Formule 1 depuis la fin des années 1950. Alors qu’il pilotait pour l’équipe Brabham, il s’associa à un groupe de personnes en lien avec la course automobile et d’investisseurs aux États-Unis, dont Carroll Shelby, pour fonder All American Racers. Ce projet, largement soutenu par la Goodyear Tire & Rubber Company, avait pour but de défier la longue domination de Firestone sur les courses américaines de Champ Car. Inspiré par les performances des équipes de Jack Brabham et Bruce McLaren, AAR décida de participer aux courses de Grand Prix de Formule 1. À l’époque tout comme aujourd’hui, les principaux centres d’ingénierie pour les constructeurs de Formule 1 se trouvaient au Royaume-Uni. AAR créa donc une équipe connue sous le nom d’Anglo American Racers qui, bien qu’enregistrée et basée aux États-Unis, fut ainsi nommée en hommage aux voitures britanniques à moteurs Weslake.
Pour atteindre le double objectif de gagner à la fois en Formule 1 et en Formule Champ Car, AAR embaucha l’ancien designer de Lotus, Len Terry. Le but était de créer un châssis pouvant être utilisé à la fois sur les circuits routiers sinueux de la F1, ainsi que pour les larges ovales de la série nord-américaine. Terry semblait être l’homme capable de remplir une telle mission, lui qui avait conçu la Lotus 38 victorieuse des 500 miles d’Indianapolis de 1965 pour l’équipe de Colin Chapman.

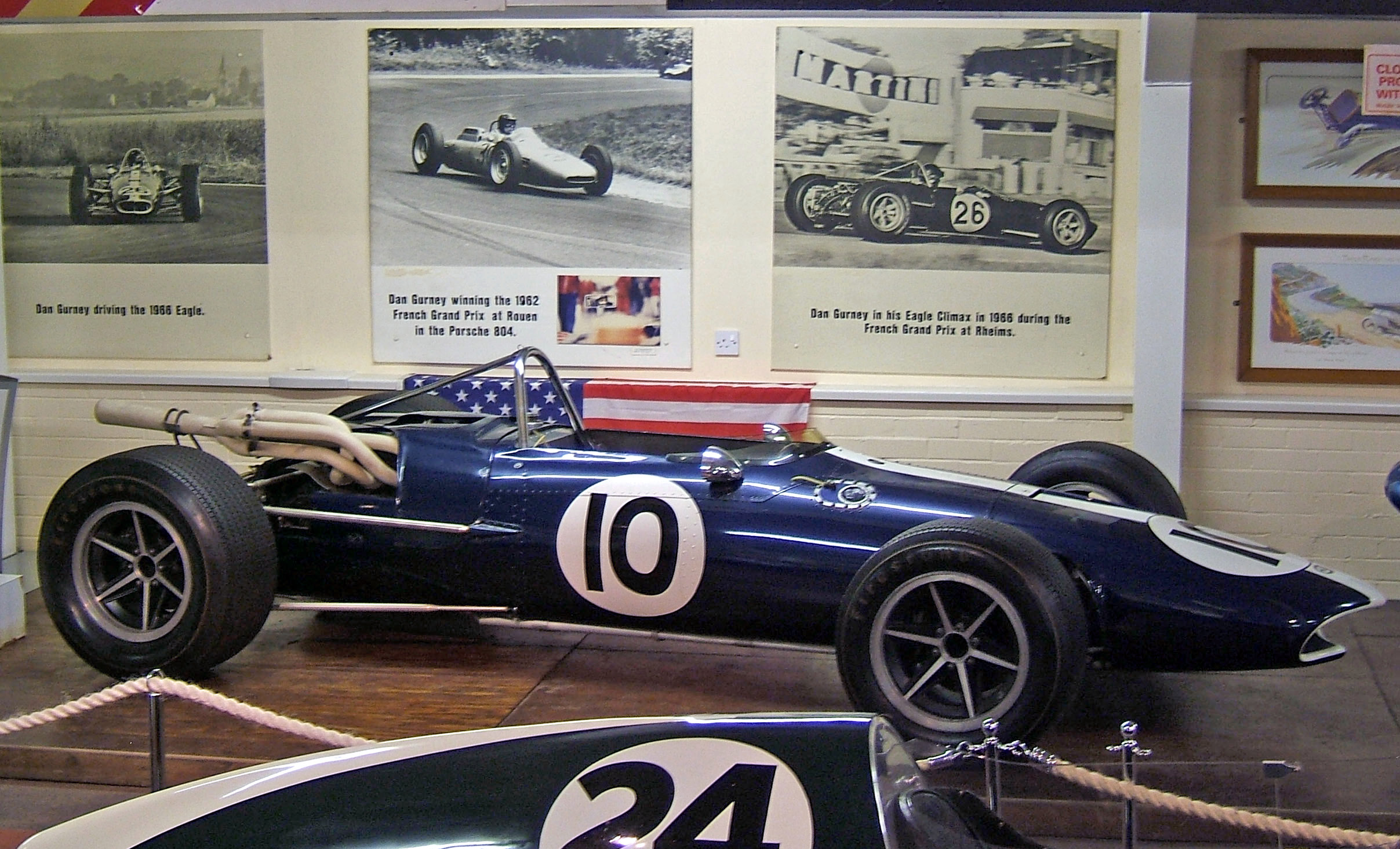
Première version de la Mk1 motorisée par le Coventry-Climax, utilisée en 1966 et au début de 1967 avant l’introduction du V12. L’entrée du radiateur "en bec" est parfaitement visible.

La conception de la Mk1, et sa sœur Indy Car la Mk2, suivaient de près la Lotus 38, avec une section centrale monocoque en aluminium rivetée portant un moteur non contraint monté derrière le pilote. Les lignes du châssis étaient remarquablement nettes et élégantes, la voiture arborant notamment un bec distinctif à l'avant du radiateur. Les éléments de suspension étaient montés directement sur cette monocoque et se composaient d’un triangle inférieur relativement classique et d’un seul tirant supérieur pour chaque roue qui servait également d’ancrage pour l’ensemble ressort/amortisseur monté à l’intérieur. La Mk1 fut conçu autour du moteur Weslake V12 conçu par Aubrey Woods (en) tandis que la Mk2, avec quasiment le même châssis, fut conçue pour être équipée du Ford V8 à quatre cames qui avait propulsé le vainqueur des 500 miles d’indianpolis d’année précédente (Jim Clark sur la Lotus 38 dessinée par Terry).
Alors qu’il conduisait pour l'équipe de Formule 1 British Racing Motors (BRM) en 1960, Gurney fit la connaissance de l’ingénieur BRM Aubrey Woods (en), qui rejoint ensuite Weslake Engineering. Grâce à Woods, Gurney prit connaissance d’un projet de recherche sur les moteurs Weslake financé par la Compagnie Shell. Rapportée à sa cylindrée, ce moteur d’essai bicylindre de 500 cm3 produisait une puissance impressionnante. Gurney extrapola la puissance du moteur d’essai à un moteur V12 Grand Prix de 3 litres. Avec une puissance pouvant aller sur jusqu’à 450 ch, il chargea Weslake de construire ce moteur.

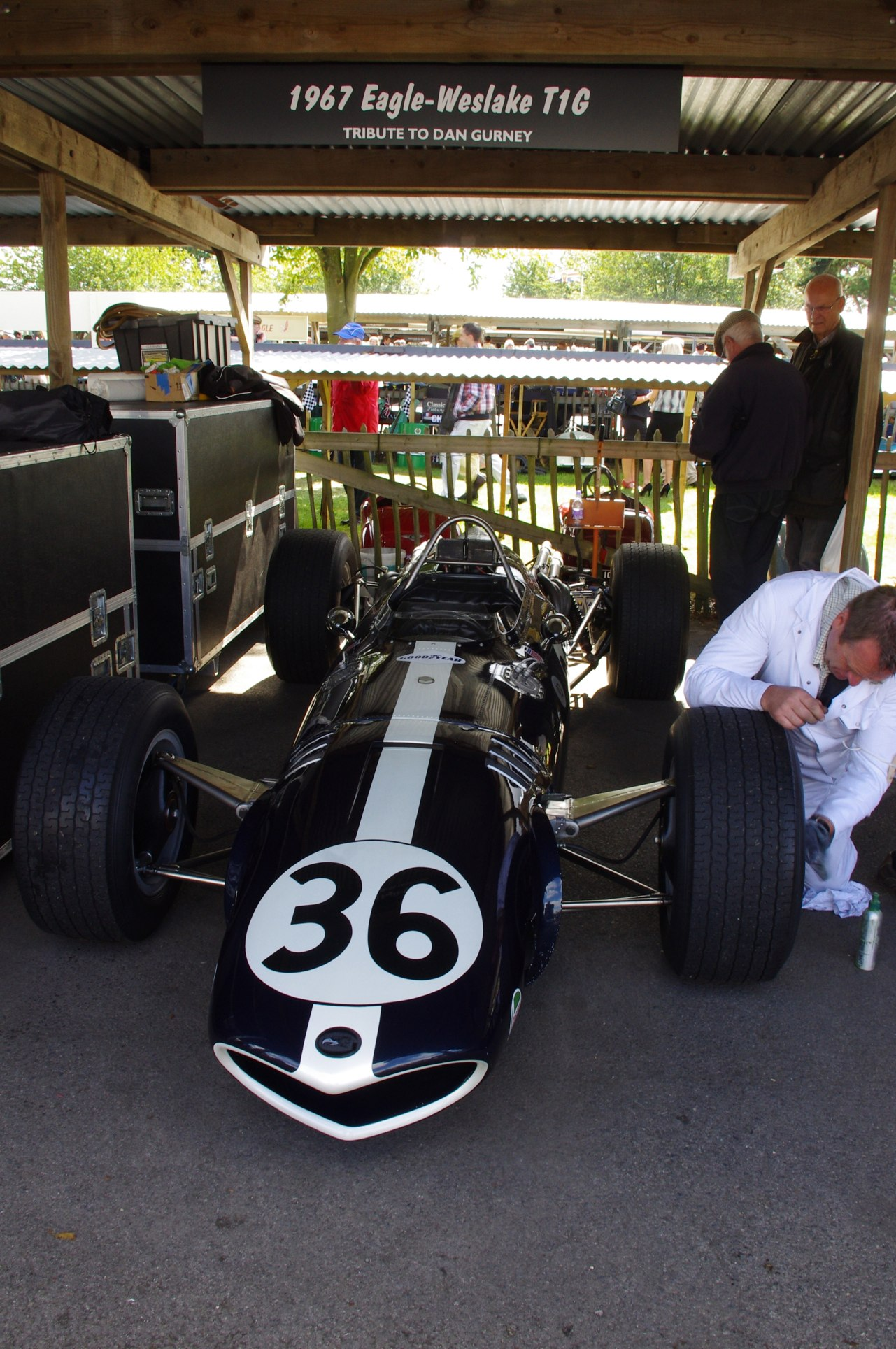
Eagle MK1 au Goodwood Revival 2012

Alors que cinq châssis Mk2 équipés de V8 Ford à quatre cames se qualifièrent pour les 500 miles d’Indianapolis 1966, le Weslake V12 n’était pas disponible pour le début de la saison de Formule 1 de 1966. Les premières Mk1 prirent donc la piste avec d’anciens moteurs Coventry Climax FPF de 2,7 litres. Une fois le V12 Weslake prêt, et même s'il manquait de fiabilité, la voiture s’avéra très compétitive. Le V12 conçut pour les hauts régimes moteurs avait été construit à l’aide de machines-outils excédentaires datant de la Première Guerre mondiale, de sorte que les tolérances et l’interchangeabilité des pièces étaient médiocres. Néanmoins, lors du démarrage, le Weslake était un moteur immédiatement reconnaissable, avec un son distinctif de V12. Dans sa première phase de développement le moteur développait 360 ch et la fin de la saison 1967 ce chiffre dépassait les 400 ch, rivalisant avec les V12 Ferrari et Honda, ainsi que le nouveau V8 Cosworth DFV. Cependant une erreur de conception dans le système de récupération d’huile limitait la puissance du moteur. Ce problème, découvert trop tard dans le processus de développement pour être corrigé, provoquait une accumulation d’huile dans le carter moteur, réduisant légèrement sa puissance. Gurney a décrit l’effet comme « perdre l’avantage » du moteur après trois ou quatre tours de course. Cette année-là, Beatrice Shilling fut engagée pour aider à résoudre ce problème d’huile.
Trois châssis Mk1 en aluminium furent produits, mais le quatrième incorporait des alliages métalliques moins communs. Cela comprenait l’utilisation importante de titane pour la plupart des composants et un pourcentage élevé de magnésium dans les panneaux de la coque. En raison de l’utilisation de ces matériaux, cette voiture (n° de châssis 104) était appelée la Ti-Mag Car. Gurney était bien conscient des risques liés à la conduite d’une voiture fabriquée à partir de tels matériaux inflammables. Témoin de la mort de Jo Schlesser dans une boule de feu alimentée par le magnésium lors du Grand Prix de France 1968, Gurney compara le pilotage du châssis 104 comme « piloter un briquet Ronson ».

## Résultats en compétition

### 1966
L’Eagle Mk1 fit ses débuts en course au Grand Prix de Belgique 1966, avec une seule voiture engagée pour Dan Gurney. L’Eagle eu un impact visuel instantané, avec sa coque gracieusement vêtue d’une peinture bleu foncé, sont une ouverture de radiateur à lèvres blanches et sa bande blanche sur toute la longueur de la face supérieure de la voiture. C’était une interprétation élégante des couleurs de course nationales des États-Unis. Malheureusement pour l’équipe, et malgré sa belle apparence, la voiture ne put terminer l’épreuve. Pour l’apparition du nouveau moteur V12 au Grand Prix d’Italie 1966, Gurney pris le volant, rejoint par son compatriote Phil Hill au volant de l’ancienne Eagle-Climax. Une fois de plus, les voitures ne brillèrent pas. Hill ne réussissant pas à se qualifier et Gurney abandonnant en course. Gurney marqua cependant des points au cours de la saison, lors des Grand prix du Mexique et de France, mais dans les deux cas, c’était à son volant de la voiture à moteur Climax.

### 1967

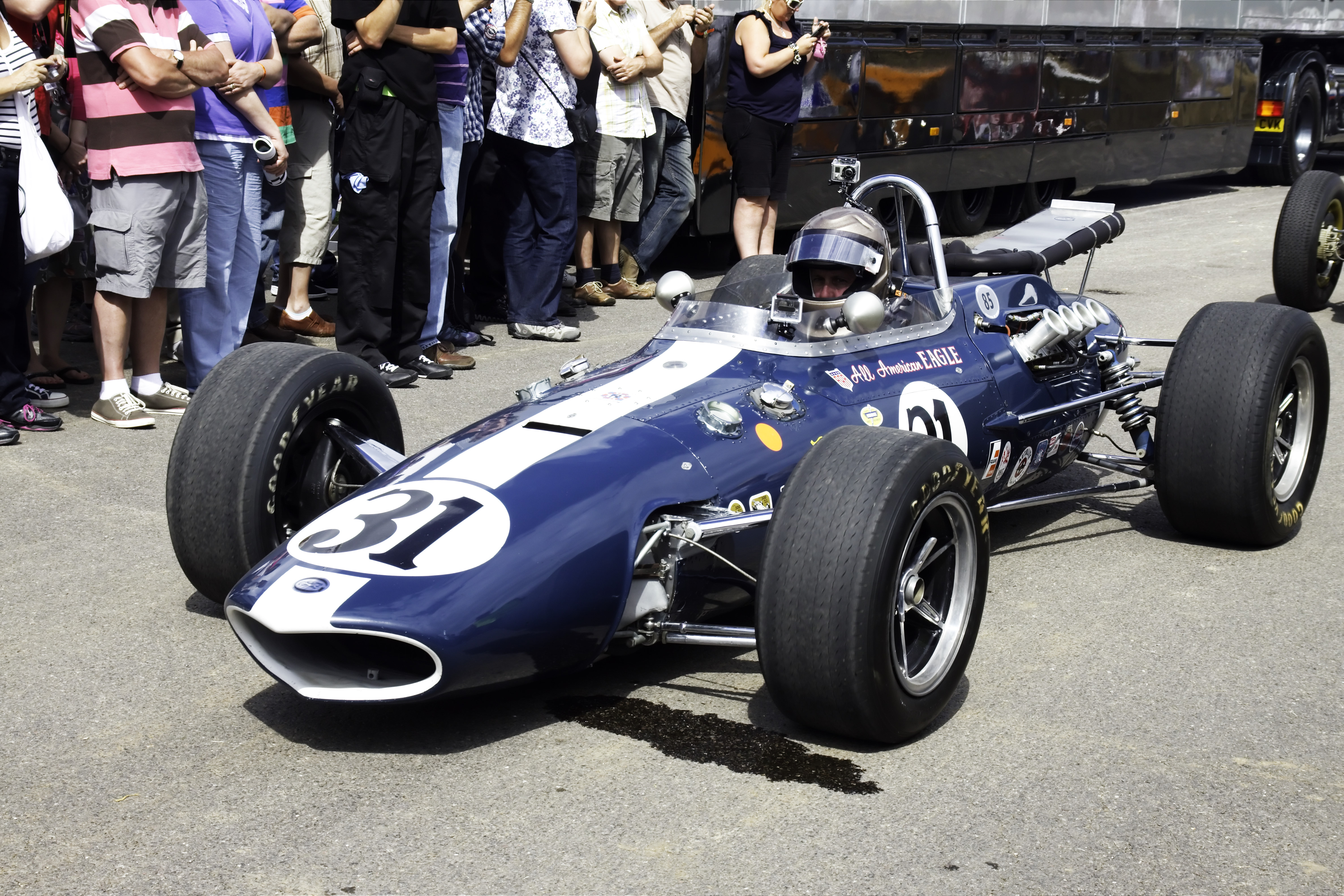
MK1 châssis 102 au Goodwood Revival

Pour la saison de Formule 1 1967, le châssis 101 à moteur Climax fut vendu au pilote canadien Al Pease, et tous les châssis AAR furent enregistrés comme des Eagle-Weslake. La saison 1967 s’avéra extrêmement frustrante. Bien que Gurney et son coéquipier Bruce McLaren réussirent à qualifier les voitures dans les deux premières lignes de la grille à onze reprises lors des onze Grands Prix de la saison, ils se terminèrent que deux une course. Le seul fait que les voitures pouvaient accéder au podium mettait en évidence la vitesse brute des Eagle Mk1. La première grande victoire d’AAR dans une course eu lieu lors de la Race of Champions 1967 à Brands Hatch. Gurney remporta la victoire avec le châssis en aluminium 102 lors de cette prestigieuse épreuve d’ouverture de la saison hors championnat. Le châssis no 104 apparu à Zandvoort, Pays-Bas, au début de 1967. Plus légère et plus rapide des Eagle Mk1, c’est avec cette voiture que Gurney remporta la seule victoire de l’équipe en championnat : le Grand Prix de Belgique 1967.

### 1968
En 1968, à la suite de cette série de contre-performances, les Anglo-American Racers commençaient à manquer de financements. Le développement de l’Eagle Mk1 fut interrompu, l’équipe consacrant le peu de financement dont elle disposait à la conception de son successeur, le projet Mk6. Gurney persista avec l’ancienne voiture pendant la première moitié de la saison 1968, mais ne fut récompensé que par une succession d’abandons et une seule neuvième place. Une voiture peu fiable au moteur V12 complexe, l’Eagle Mk1 était une des voitures de la grille les plus chères à entretenir. AAR décida donc d’acheter une McLaren M7A pour terminer la saison 1968. Ironiquement, c’est avec cette McLaren, construite par son coéquipier AAR de l’année précédente, que Gurney marqua les seuls points de l’équipe cette saison. À la fin de la saison 1968, AAR referma définitivement les portes de son incursion dans les courses de Formule 1 concentrant ses efforts sur les courses de l'USAC

### 1969
La dernière apparition d’une Eagle Mk1 dans une course de Formule 1 remonte à l’inscription privée de Pease 101 au Grand Prix du Canada 1969. Pease et l’Eagle-Climax subirent l’ignominie d’être la seule voiture de l’histoire de la Formule 1 à être disqualifiée lors d’une course de championnat du monde pour avoir été jugée trop lente.

### Années 1970
La conception de base du châssis Mk1/Mk2 continua être utilisée dans les courses du championnat national américain jusqu’au début des années 1970. Comme pour la plupart des voitures de l’époque, des ailerons expérimentaux et autres aides aérodynamiques (y compris le volet éponyme Gurney) furent ajoutées aux lignes fluides du châssis de Terry au fil des ans. Cela réduisit l’impact visuel de la voiture, masquant la caractéristique unique la plus remarquable de la voiture, son nez en bec d’aigle.

## Résultats du championnat du monde de Formule 1
(les résultats en italique indiquent le tour le plus rapide)
| Année | Équipe                | Moteurs               | Pneus | Pilotes             | 1      | 2      | 3     | 4      | 5      | 6      | 7     | 8     | 9     | 10    | 11    | 12  | Points | WCC       |
| ----- | --------------------- | --------------------- | ----- | ------------------- | ------ | ------ | ----- | ------ | ------ | ------ | ----- | ----- | ----- | ----- | ----- | --- | ------ | --------- |
| 1966  | Anglo American Racers | Climax L4 Weslake V12 | G     |                     | MON    | BEL    | FRA   | GB     | HOLL   | ALL    | ITA   | USA   | MEX   |       |       |     | 4* 0   | 7th* 13th |
| 1966  | Anglo American Racers | Climax L4 Weslake V12 | G     | Dan Gurney          |        | Aban.* | 5*    | Aban.* | Aban.* | Aban.* | Aban. | Aban. | 5*    |       |       |     | 4* 0   | 7th* 13th |
| 1966  | Anglo American Racers | Climax L4 Weslake V12 | G     | Phil Hill           |        |        |       |        |        |        | DNQ*  |       |       |       |       |     | 4* 0   | 7th* 13th |
| 1966  | Anglo American Racers | Climax L4 Weslake V12 | G     | Bob Bondurant       |        |        |       |        |        |        |       | DSQ*  | Aban. |       |       |     | 4* 0   | 7th* 13th |
| 1967  | Anglo American Racers | Climax L4 Weslake V12 | G     |                     | ADS    | MON    | HOLL  | BEL    | FRA    | GB     | ALL   | CAN   | ITA   | USA   | MEX   |     | 0* 13  | 12th* 7th |
| 1967  | Anglo American Racers | Climax L4 Weslake V12 | G     | Dan Gurney          | Aban.* | Aban.  | Aban. | 1      | Aban.  | Aban.  | Aban. | 3     | Aban. | Aban. | Aban. |     | 0* 13  | 12th* 7th |
| 1967  | Anglo American Racers | Climax L4 Weslake V12 | G     | Richie Ginther      |        | DNQ    |       |        |        |        |       |       |       |       |       |     | 0* 13  | 12th* 7th |
| 1967  | Anglo American Racers | Climax L4 Weslake V12 | G     | Bruce McLaren       |        |        |       |        | Aban.  | Aban.  | Aban. |       |       |       |       |     | 0* 13  | 12th* 7th |
| 1967  | Anglo American Racers | Climax L4 Weslake V12 | G     | Ludovico Scarfiotti |        |        |       |        |        |        |       |       | Aban. |       |       |     | 0* 13  | 12th* 7th |
| 1967  | Castrol Oils Ltd.     | Climax L4             | G     | Al Pease            |        |        |       |        |        |        |       | NC*   |       |       |       |     | 0* 13  | 12th* 7th |
| 1968  | Anglo American Racers | Weslake V12           | G     |                     | ADS    | ESP    | MON   | BEL    | HOLL   | FRA    | GB    | ALL   | ITA   | CAN   | USA   | MEX | 0      | NC        |
| 1968  | Anglo American Racers | Weslake V12           | G     | Dan Gurney          | Aban.  |        | Aban. |        |        |        | Aban. | 9     | Aban. |       |       |     | 0      | NC        |
| 1968  | Castrol Oils Ltd.     | Climax L4             | G     | Al Pease            |        |        |       |        |        |        |       |       |       | DNS   |       |     | 0      | NC        |
| 1969  | John Maryon           | Climax L4             | F     |                     | RSA    | ESP    | MON   | HOLL   | FRA    | GB     | GER   | ITA   | CAN   | USA   | MEX   |     | 0*     | NC*       |
| 1969  | John Maryon           | Climax L4             | F     | Al Pease            |        |        |       |        |        |        |       |       | DSQ*  |       |       |     | 0*     | NC*       |

* Résultats du moteur Climax. Tous les autres résultats concernent les voitures à moteur Weslake.

## Désignations
Bien que parfois désignée T1G (et le châssis n°101 comme T1F), Dan Gurney déclara que cela n’a jamais été la désignation officielle de la voiture. La voiture était simplement désignée Eagle Mark 1. Les quatre châssis produits étaient ainsi numérotés 101, 102, 103 et 104 (la voiture Ti-Mag). Les voitures sœurs d’Indianapolis étaient les Mk2, les modèles Indy ultérieurs prenant également les numéros de Mk3 et Mk4. Le Mk5 est une voiture formule 5000 sur le châssis Mk 4, alors que la Mk6 était la désignation donnée à la Formule 1 successeur mort-né de la Mk1. Avec le retrait d’AAR de la Formule 1 à la fin de 1968, l’équipe passa à un schéma de numérotation des châssis basée sur l’année. À partir de 1971 les châssis Indy prenant des numéros (par exemple 71xx) en fonction de leur année de conception.